# Arroyo Grande (Argentina)
El arroyo del Pedernal o Grande es un curso de agua de la cuenca hidrográfica del río Uruguay, ubicado en la provincia argentina de Entre Ríos. 
Nace en la Cuchilla Grande, al norte de la ciudad de San Salvador, en el departamento homónimo, dirigiéndose con rumbo sureste hasta desaguar en el río Uruguay  y formando el límite entre los departamentos de Concordia y Colón a partir de su curso medio. Sus principales afluentes son el arroyo Rabón por la margen norte y el arroyo Concepción por la margen sur. Da nombre al Distrito Arroyo Grande, subdivisión catastral del Departamento San Salvador y a la Reserva Provincial ubicada en el Paso Magariños. Lo atraviesan las rutas nacionales 14 y 18.
Cerca de sus nacientes se produjo el 6 de diciembre de 1842 la Batalla de Arroyo Grande. Esta batalla terminó con la victoria del ejército federal porteño-entrerriano, dirigido por el expresidente uruguayo, brigadier Manuel Oribe, sobre una alianza de colorados uruguayos y unitarios argentinos (porteños emigrados, correntinos y santafesinos), dirigidos por el presidente de ese país, brigadier Fructuoso Rivera. Esta batalla terminó una de las más violentas guerras civiles en la Argentina, y comenzó la llamada Guerra Grande en el Uruguay.
- Datos: Q5705678